# Eri Klas
Eri Klas (Tallinn, 7 giugno 1939 – Tallinn, 26 febbraio 2016) è stato un direttore d'orchestra estone.

## Biografia
Klas ha lavorato principalmente nella scena nordica da sempre, ma potrebbe essere più noto per il suo lavoro di guida della ormai defunta Orchestra Sinfonica Radiofonica Olandese.
Ha diretto la prima del 1º Concerto per violoncello di Alfred Schnittke (Münchner Philharmoniker, 1986) ed il balletto Peer Gynt (Opera di Amburgo, 1989) ed ha lavorato alla diffusione del repertorio sinfonico estone.
Klas è stato anche attivo come pedagogo, tenendo cattedre presso l'Accademia Sibelius (1993-97) e l'Accademia di musica e teatro estoni (dal 1997 fino alla sua morte), dove ha ricevuto un dottorato onorario.

## Premi ed onorificenze
Klas è stato decorato con l'Ordine del Leone di Finlandia (1992, in occasione del 75º Giorno dell'Indipendenza della Finlandia) e l'Ordine estone della Stella bianca. Era un Ambasciatore di buona volontà dell'UNICEF. Nel 1986 è stato nominato Artista del popolo dell'Unione Sovietica. Fu un campione estone di boxe junior peso leggero, era anche un membro del Comitato Olimpico Estone.